# Only When I Laugh
Only When I Laugh es una película de 1981 basada en la obra de Neil Simon The Gingerbread Lady.
La película, escrita por Simon y dirigida por Glenn Jordan, es protagonizada por Marsha Mason, Joan Hackett, James Coco, y Kristy McNichol. También aparecen escenas pequeñas con Kevin Bacon y John Vargas.

## Trama
Una actriz borracha de Broadway sale de una cura de 12 semanas para enfrentar los problemas de sus mejores amigas y su hija necesitada. Trata de balancear los terrores de regresar a trabajar con las demandas de su alrededor con humor y perspicacia, mientras deja su estancia fuera de la bebida.

## Elenco
Protagonistas
- Marsha Mason - Georgia Heinz
- Kristy McNichol - Polly Heinz
- James Coco - Jimmy Perrino
- Joan Hackett - Toby Landau
- David Dukes - David

y
- John Bennett Perry - Lou, un actor
- Guy Boyd - Fan de Boxeo en Bar
- Ed Moore - Dr. Komack
- Byron Webster - Tom
- Peter Coffield - Mr. Tarloff
- Mark Schubb - Adam Kasabian
- Ellen La Gamba - Recepcionista
- Venida Evans - Enfermera Garcia
- John Vargas - Manuel
- Nancy Nagler - Heidi
- Dan Monahan - Jason
- Michael Ross - Paul
- Tom Ormeny - Kyle
- Ken Weisbrath - Camarero
- Henry Olek - George el Director
- Jane Atkins - Doreen
- Kevin Bacon - Don
- Ron Levine - Gary
- Rebecca Stanley - Denise Summers
- Nick Lapadula - Camarero
- Philip Lindsay -
- Birdie M. Hale -
- Wayne Franson - Padre